# Сан-Хосе-Итурбиде (муниципалитет)
Сан-Хосе-Итурбиде (исп. San José Iturbide) — муниципалитет в Мексике, штат Гуанахуато, с административным центром в одноимённом городе. Численность населения, по данным переписи 2010 года, составила 72 411 человек.

## Общие сведения
Название San José Iturbide дано в честь Святого Иосифа и императора Мексики Агустина I.
Площадь муниципалитета равна 548 км², что составляет 1,79 % от общей площади штата. Он граничит с другими муниципалитетами штата Гуанахуато: на севере с Сан-Луис-де-ла-Пасом и Доктор-Мора, на востоке с Тьерра-Бланкой, на западе с Сан-Мигель-де-Альенде, а также на юге граничит с другим штатом Мексики — Керетаро.

## Учреждение и состав
Муниципалитет был образован в 1866 году, в его состав входит 210 населённых пунктов, самые крупные из которых:
| Код INEGI | Населённый пункт                                                                             | Численность населения (2005 год) | Численность населения (2010 год) |
| --------- | -------------------------------------------------------------------------------------------- | -------------------------------- | -------------------------------- |
| 032       | Всего                                                                                        | 59217                            | 72411                            |
| 0001      | Сан-Хосе-Итурбиде (исп. San José Iturbide) (административный центр)                          | 20082                            | 23471                            |
| 0015      | Эль-Капулин (исп. El Capulín) 21°02′28″ с. ш. 100°19′15″ з. д.                               | 2892                             | 3258                             |
| 0086      | Сан-Себастьян-дель-Салитре (исп. San Sebastián del Salitre) 21°06′07″ с. ш. 100°28′49″ з. д. | 1482                             | 1863                             |
| 0061      | Охо-де-Агуа-дель-Рефухио (исп. Ojo de Agua del Refugio) 21°00′55″ с. ш. 100°19′04″ з. д.     | 1632                             | 1796                             |
| 0095      | Санта-Анита (исп. Santa Anita) 21°01′08″ с. ш. 100°19′53″ з. д.                              | 1354                             | 1620                             |
| 0074      | Пуэрто-Карроса (исп. Puerto de Carroza) 20°53′50″ с. ш. 100°24′33″ з. д.                     | 1063                             | 1260                             |
| 0326      | Прадос-дель-Росарио (исп. Prados del Rosario) 21°01′19″ с. ш. 100°23′33″ з. д.               | н/д                              | 1207                             |
| 0108      | Тулильо-де-Абахо (исп. Tulillo de Abajo) 21°05′11″ с. ш. 100°29′02″ з. д.                    | 834                              | 1121                             |
| 0112      | Ла-Вента (исп. La Venta) 20°58′42″ с. ш. 100°23′41″ з. д.                                    | 839                              | 1098                             |

## Экономика
По статистическим данным 2000 года, работоспособное население занято по секторам экономики в следующих пропорциях: сельское хозяйство, скотоводство и рыбная ловля — 12,7 %, промышленность и строительство — 48 %, сфера обслуживания и туризма — 35,9 %, прочее — 3,4 %.

## Инфраструктура
По статистическим данным 2010 года, инфраструктура развита следующим образом:
- электрификация: 97,6 %;
- водоснабжение: 98 %;
- водоотведение: 87,7 %.

## Фотографии

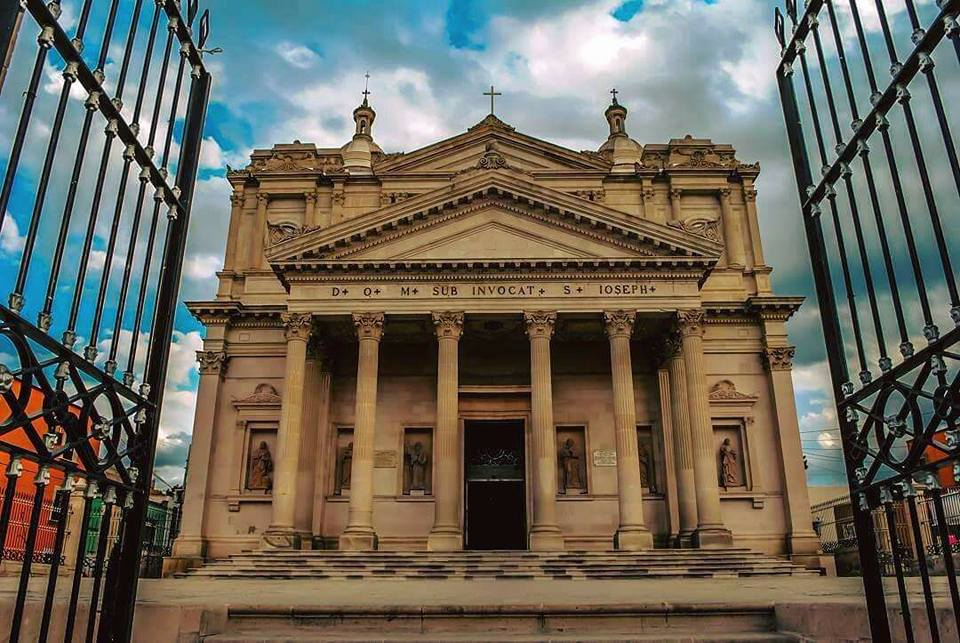
Церковь в Сан-Хосе-Итурбиде
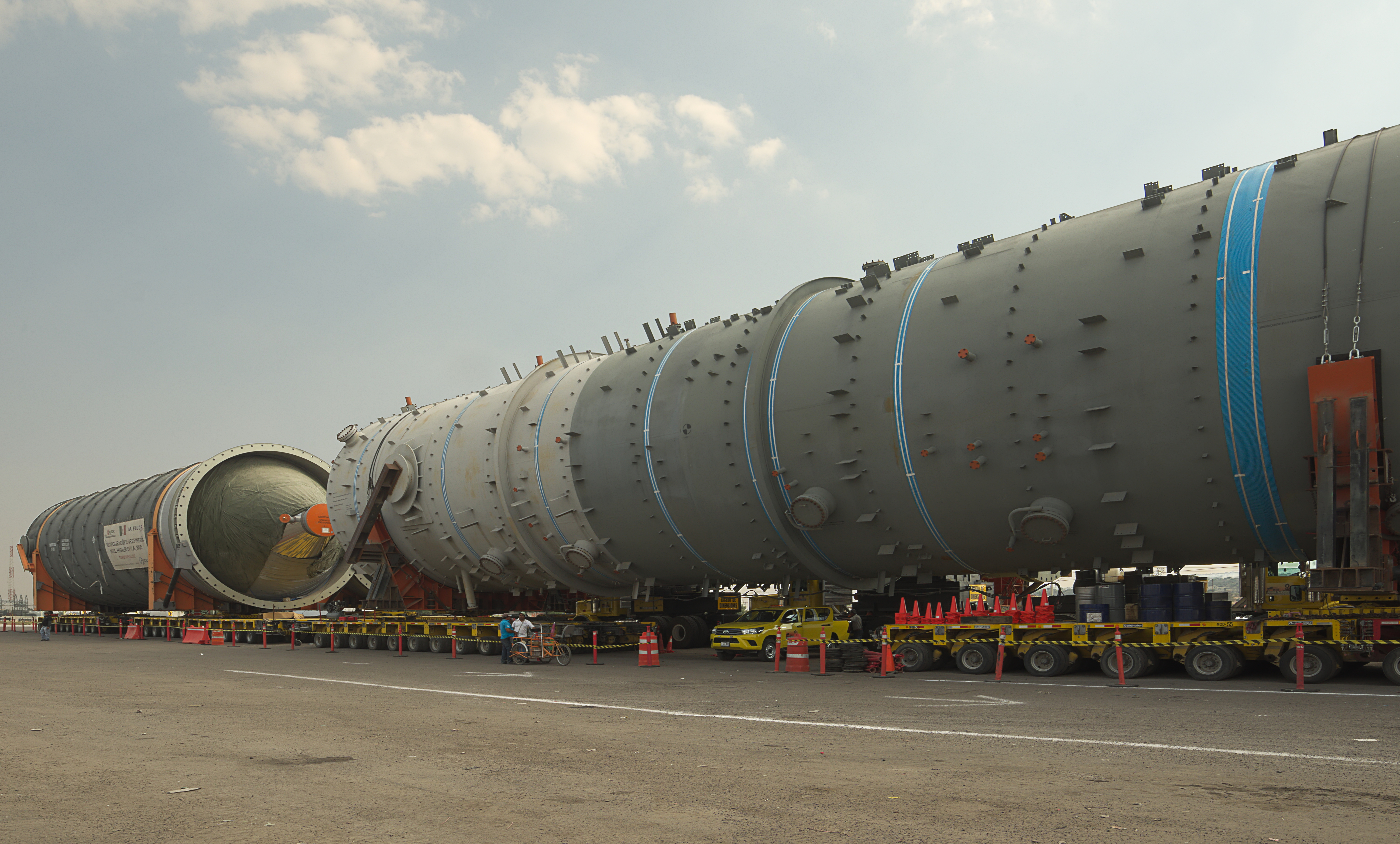
Перевозка ректификационной колонны через муниципалитет